# Jeremiah Baisako
Jeremiah Baisako (ur. 13 lipca 1980 w Windhuku) – piłkarz namibijski grający na pozycji obrońcy.

## Kariera klubowa
Karierę piłkarską Baisako rozpoczął w klubie United Africa Tigers. W jego barwach zadebiutował w namibijskiej Premier League. W 2007 roku odszedł do innego klubu z Windhuku, Ramblers Windhuk. W sezonie 2010/2011 grał w SK Windhoek.

## Kariera reprezentacyjna
W reprezentacji Namibii Baisako zadebiutował w 2002 roku. W 2008 roku był w kadrze Namibii na Puchar Narodów Afryki 2008 jednak nie rozegrał tam żadnego spotkania. Od 2002 do 2008 rozegrał w kadrze narodowej 18 meczów.